# 'Phags-pa
'Phags-pa-skriften (mongoliska: дөрвөлжин үсэг, dörvöljin üseg, "fyrkantsskrift"; tibetanska: ཧོར་ཡིག་གསར་པ་, hor yig gsar pa, "ny mongolisk skrift"; kinesiska: 蒙古新字, měnggǔ xīnzì, "ny mongolisk skrift") var en abugida skapad av den tibetanska laman Drogön Chögyal Phagpa för kejsare Kublai Khan under Yuandynastin i Kina som en förenad skrift för alla språk inom Yuandynastin. Försök att främja skriften misslyckades dock. Den föll ur bruk då dynastin störtades av Mingdynastin. Den utförliga dokumentationen om dess användning ger moderna lingvister många ledtrådar till hur kinesiskan och andra asiatiska språk förändrades under perioden.

## Historia

Jämförelse mellan bokstäver i 'Phags-pa och koreansk hangul

Det traditionella uiguriskbaserade alfabetet var illa lämpat för det mongoliska språket och det vore opraktiskt att utöka det för språk med en annorlunda fonologi som kinesiska. Under Yuandynastin bad Kublai Khan därför Phagpa att utforma en ny skrift att användas av hela riket. Phagpa utökade sin egen tibetanska skrift (tillhörande brahmifamiljen) så att den även täckte mongoliska och kinesiska. De resulterande 38 bokstäverna har varit kända under flera namn, såsom "fyrkantsskrift" baserat på deras form, men idag är de främst kända som 'phags-pa.
Trots sitt ursprung skrevs skriften vertikalt (uppifrån och ner) i likhet med den mongoliska skriften. Den mötte aldrig någon bred acceptans och föll ur bruk då Yuandynastin föll år 1368. Därefter användes den främst av mongoler som ett hjälpmedel för att lära sig kinesiska tecken. En del vetenskapsmän, som Gari Ledyard, anser att 'Phags-pa var en av källorna till den koreanska hangeulskriften.

## Beskrivning
Till skillnad från den tibetanska skriften skrivs alla bokstäver i linjär följd (/CV/ skrivs CV för alla vokaler) – också vokaler, som därmed ej skrivs med diakritiska tecken. Däremot har vokaler fortfarande distinkta initialformer, vilket antyder att vokaler inte är fullgoda bokstäver och att 'phags-pa därför bör klassificeras som en abugida. Liksom i tibetanska skrivs kort /a/ endast ut initialt. Bokstäverna i en stavelse länkas samman till stavelseblock.
'Phags-pa skrevs i en rad utseendemässigt varierande former. Standardformen var tämligen kantig men det fanns en än mer kantig tibetansk form. Denna var helt och hållet uppbyggd av ortogonala streck och räta vinklar. En speciell "sigillskrift" (kinesiska: 蒙古篆字, měnggǔ zhuānzì, "mongolisk sigillskrift"), som användes för kejserliga sigill, var mer intrikat, med krökta linjer och spiraler. Koreanska nerteckningar förklarar att hangeul baserades på "gammal sigillskrift". Interna bevis antyder att det skulle röra sig om 'phags-pa.

### Konsonanter
| Tecken |    | IPA  | Tecken |     | IPA   | Tecken |    | IPA  | Tecken |       | IPA |
| ------ | -- | ---- | ------ | --- | ----- | ------ | -- | ---- | ------ | ----- | --- |
| ꡀ      | k  | [k]  | ꡁ      | kh  | [k']  | ꡂ      | g  | [g]  | ꡃ      | ṅ, ng | [ŋ] |
| ꡄ      | c  | [tɕ] | ꡅ      | ch  | [tɕ'] | ꡆ      | j  | [dʑ] | ꡇ      | ñ, ny | [ȵ] |
| ꡈ      | t  | [t]  | ꡉ      | th  | [t']  | ꡊ      | d  | [d]  | ꡋ      | n     | [n] |
| ꡌ      | p  | [p]  | ꡍ      | ph  | [p']  | ꡎ      | b  | [b]  | ꡏ      | m     | [m] |
| ꡐ      | ts | [ts] | ꡑ      | tsh | [ts'] | ꡒ      | dz | [dz] | ꡓ      | w     | [w] |
| ꡔ      | zh | [ʑ]  | ꡕ      | z   | [z]   | ꡖ      | -a | ∅    |        |       |     |
| ꡗ      | y  | [j]  | ꡘ      | r   | [r]   | ꡙ      | l  | [l]  |        |       |     |
| ꡚ      | ś  | [ɕ]  | ꡛ      | s   | [s]   | ꡜ      | h  | [h]  | ꡝ      | 'a    | ∅   |
| ꡢ      | q  | [q]  | ꡣ      | x   | [x]   | ꡤ      | f  | [f]  | ꡥ      | gg    | [ʔ] |
| ꡩ      | ṭ  | [ʈ]  | ꡪ      | ṭh  | [ʈ']  | ꡫ      | ḍ  | [ɖ]  | ꡬ      | ṇ     | [ɲ] |

### Vokaler
| Tecken |   | IPA | Tecken |   | IPA | Tecken |   | IPA | Tecken |   | IPA | Tecken |    | IPA |
| ------ | - | --- | ------ | - | --- | ------ | - | --- | ------ | - | --- | ------ | -- | --- |
| ꡞ      | i | [i] | ꡟ      | u | [u] | ꡠ      | e | [ɛ] | ꡡ      | o | [o] | ꡦ      | ee | [e] |

## Unicode
'Phags-pa ingår sedan version 5.0 i Unicode-standarden med kodpunkter U+A840 till U+A877.
Gråa rutor indikerar kodpunkter som inte används i block U+A87x .
| 'Phags-pa[1] Unicode.org tabell (PDF) |   |   |   |   |   |   |   |   |   |   |   |   |   |   |   |   |
|                                       | 0 | 1 | 2 | 3 | 4 | 5 | 6 | 7 | 8 | 9 | A | B | C | D | E | F |
| U+A84x                                | ꡀ | ꡁ | ꡂ | ꡃ | ꡄ | ꡅ | ꡆ | ꡇ | ꡈ | ꡉ | ꡊ | ꡋ | ꡌ | ꡍ | ꡎ | ꡏ |
| U+A85x                                | ꡐ | ꡑ | ꡒ | ꡓ | ꡔ | ꡕ | ꡖ | ꡗ | ꡘ | ꡙ | ꡚ | ꡛ | ꡜ | ꡝ | ꡞ | ꡟ |
| U+A86x                                | ꡠ | ꡡ | ꡢ | ꡣ | ꡤ | ꡥ | ꡦ | ꡧ | ꡨ | ꡩ | ꡪ | ꡫ | ꡬ | ꡭ | ꡮ | ꡯ |
| U+A87x                                | ꡰ | ꡱ | ꡲ | ꡳ | ꡴ | ꡵ | ꡶ | ꡷ |   |   |   |   |   |   |   |   |
| Noter 1.^ Enligt Unicode version 6.2  |   |   |   |   |   |   |   |   |   |   |   |   |   |   |   |   |